# Colin Kenny
Colin Kenny, nato Oswald Joseph Collins (Dublino, 4 dicembre 1888 – Los Angeles, 2 dicembre 1968), è stato un attore irlandese.

## Filmografia
- Tarzan of the Apes, regia di Scott Sidney (1918)
- The Seal of Silence
- Unexpected Places, regia di E. Mason Hopper (1918)
- The Romance of Tarzan, regia di Wilfred Lucas (1918)
- The Wishing Ring Man, regia di David Smith (1919)
- Upstairs, regia di Victor Schertzinger (1919)
- The Girl from Outside, regia di Reginald Barker (1919)
- Toby's Bow, regia di Harry Beaumont (1919)
- The Triflers, regia di Christy Cabanne (1920)
- The Last Straw, regia di Denison Clift, Charles Swickard (1920)
- Blind Youth, regia di Edward Sloman, Alfred E. Green (1920)
- Darling Mine, regia di Laurence Trimble (1920)
- 813, regia di Charles Christie e Scott Sidney (1920)
- The Smart Aleck, regia di Scott Sidney - cortometraggio (1920)
- Black Beauty, regia di David Smith (1921)
- Hearts of Youth
- The Fighting Lover, regia di Fred LeRoy Granville - cortometraggio (1921)
- Little Lord Fauntleroy, regia di Alfred E. Green e da Jack Pickford (1921)
- Watch Him Step, regia di Jack Nelson (1922)
- Seeing's Believing, regia di Harry Beaumont (1922)
- Cinque divorzi e un matrimonio (They Like 'Em Rough), regia di Harry Beaumont (1922)
- The Egg, regia di Gilbert Pratt (1922)
- Silent Pal, regia di Henry McCarty (1925)